# Salad Days (альбом Minor Threat)
Salad Days — останній мініальбом американського хардкор-панк-гурту Minor Threat. Він був виданий на Dischord Records у липні 1985 року через два роки після розпаду гурту. Цей альбом дещо відрізняється від попереднього матеріалу гурту: пісні на ньому повільніші ніж у попередніх хардкор-панкових роботах гурту, а у композиціях «Good Guys» (ремейк пісні «Sometimes Good Guys Don't Wear White» гурту The Standells) і «Salad Days» звучить акустична гітара. Як і багато інших записів Minor Threat, Salad Days ніколи не було видано на компакт-диску, але всі пісні доступні в їхньому збірному альбомі Complete Discography 1989 року.

## Список композицій
| #    | Назва                                               | Автор        | Тривалість |
| ---- | --------------------------------------------------- | ------------ | ---------- |
| 1.   | «Salad Days»                                        | Ian MacKaye  | 2:46       |
| 2.   | «Stumped»                                           | Minor Threat | 1:55       |
| 3.   | «Good Guys» (originally performed by The Standells) | Ed Cobb      | 2:14       |
| 7:02 |                                                     |              |            |

## Чарти
| Чарт (1985)    | Найвища позиція |
| -------------- | --------------- |
| UK Indie Chart | 20              |